# Stazione di Terzigno (Circumvesuviana)
La stazione di Terzigno è una stazione della ferrovia Circumvesuviana, sita nell'omonimo comune.
Si trova sulla ferrovia Napoli-Ottaviano-Sarno.

## Strutture ed impianti
La stazione è composta da due binari per il servizio passeggeri, più uno inutilizzato.

## Movimento
Il traffico passeggeri è medio, legato per lo più ai pendolari nell'ora di punta e ai ragazzi che frequentano le scuole nei comuni limitrofi.

## Servizi
- Biglietteria
- Sottopassaggio